# Tân Thế giới

Bản đồ Tân Thế giới của Sebastian Münster, biên tập lần đầu năm 1540

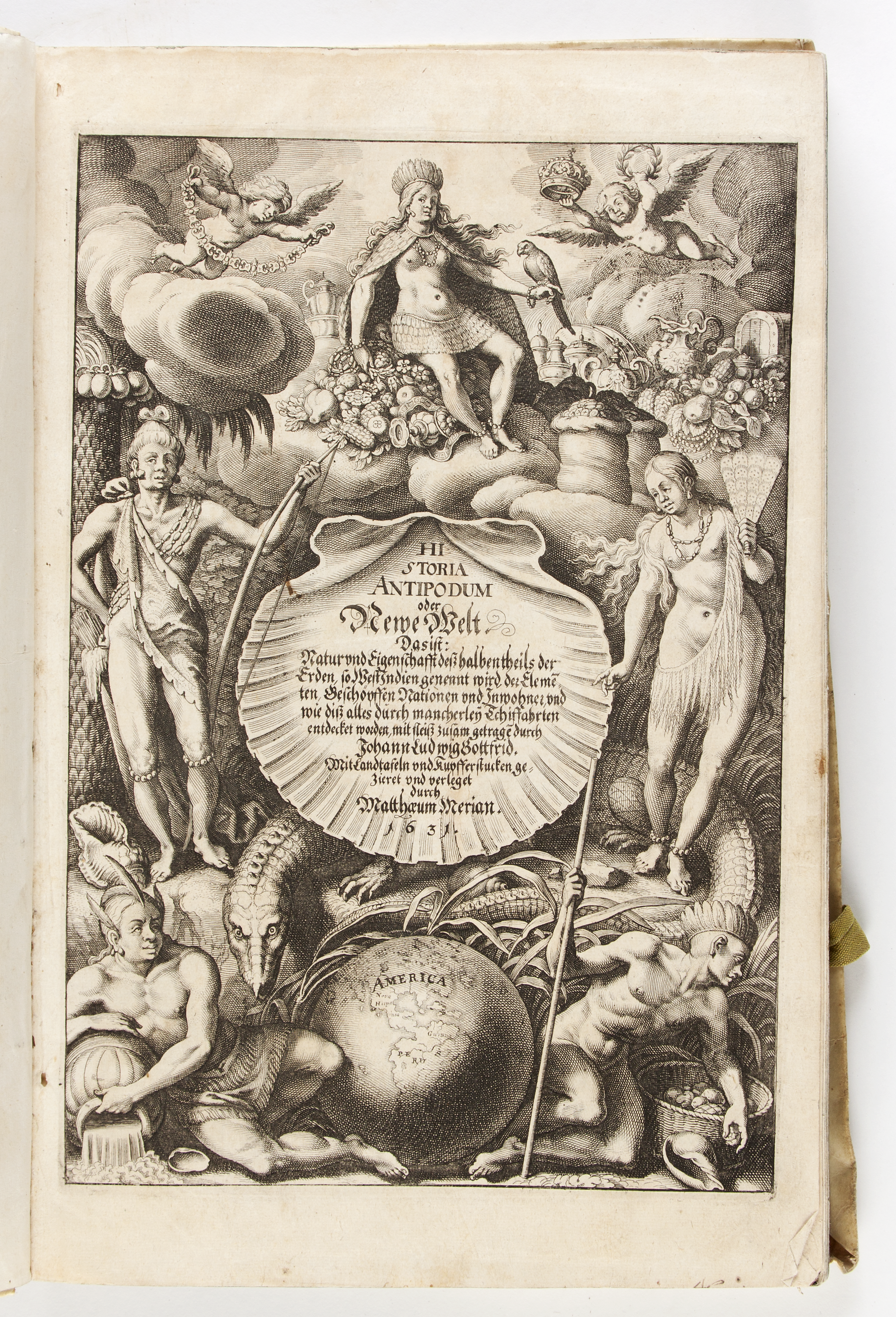
Lịch sử Tân Thế giới "Historia antipodum oder newe Welt". Matthäus Merian, 1631.

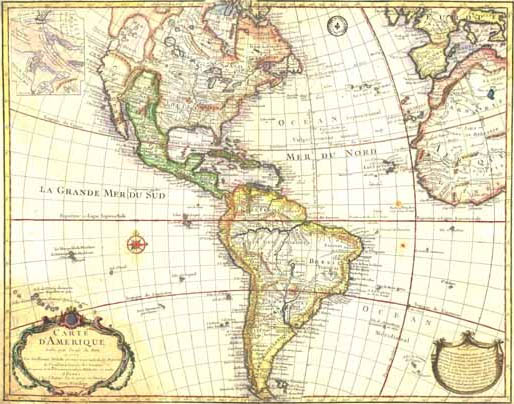
Carte d'Amérique (Bản đồ châu Mỹ), Guillaume Delisle, khoảng năm 1774

Tân Thế giới hay Tân Lục địa (tiếng Anh: New World) là một trong những tên gọi được sử dụng cho phần lớn Tây Bán cầu của Trái Đất, đặc biệt là châu Mỹ (bao gồm cả các đảo lân cận nó) và châu Đại Dương. Châu Mỹ khi được phát hiện vào thời điểm thế kỷ 16–17 là hoàn toàn mới lạ đối với người châu Âu, những người trước đó cho rằng thế giới chỉ bao gồm châu Âu, châu Á và châu Phi (hay còn gọi là Cựu thế giới). Thuật ngữ "Tân Thế giới" không nên nhầm lẫn với các thuật ngữ "Thế giới mới" hay "Thế giới hiện đại" (mặc dù "tân" cũng có nghĩa là "mới") vì các cụm từ sau nói chung được dùng để chỉ thế giới theo dòng thời gian lịch sử, chứ không phải là để chỉ các vùng đất.
Thuật ngữ này do nhà thám hiểm người Florence Amerigo Vespucci đưa ra. Châu Mỹ cũng được gọi là "phần thứ tư của thế giới".

## Sử dụng với châu Mỹ
Trong những thập niên gần đây, việc sử dụng thuật ngữ "Tân thế giới" bị một số người không chấp nhận, do nó hàm ý rằng chỉ có quan điểm của người châu Âu là duy nhất thích đáng hay hợp lý. Vì thế, thuật ngữ này nói chung hiện nay chỉ được sử dụng trong văn cảnh rất hạn chế của một vài giới xã hội. Thứ nhất là khi người ta nói "Tân thế giới" theo ngữ cảnh lịch sử, khi thảo luận đến chuyến đi của Cristoforo Colombo, sự xâm chiếm Yucatán của người Tây Ban Nha, v.v. Thứ hai là trong ngữ cảnh sinh học khi người ta nói về các loài động, thực vật của Cựu thế giới và Tân thế giới.
Một diễn giải khác của thuật ngữ "Tân thế giới" là "mới" trong ngữ cảnh của loài người; do con người đã tồn tại và sinh sống tại Cựu thế giới một khoảng thời gian dài hơn nhiều so với tại châu Mỹ; vì thế người ta có thể nói là những cuộc di cư đầu tiên sang châu Mỹ đã tìm đến một "thế giới mới".
Cũng có thuyết chứng minh rằng người Viking tới châu Mỹ trước nhà thám hiểm Cristoforo Colombo những năm 500 và lập những làng nhỏ dọc theo bờ biển Bắc Đại Tây Dương – một di tích của họ còn được bảo tồn tại L'Anse aux Meadows, thuộc tỉnh bang Newfoundland và Labrador của Canada.

## Sử dụng với châu Đại Dương
Trong khi châu Mỹ luôn luôn được miêu tả như là "Tân Thế giới" thì châu Đại Dương có thể được miêu tả hoặc là "Cựu Thế giới" hoặc là "Tân Thế giới" phụ thuộc vào lĩnh vực, đặc biệt là trong trường hợp của New Zealand do sự định cư đầu tiên của con người chỉ diễn ra trong vài thế hệ trước khi Colombo tìm ra châu Mỹ. Trong ngữ cảnh sinh học đôi khi người ta không dùng thuật ngữ này, do các loài của châu Đại Dương khác biệt đáng kể so với các loài của đại lục Á-Âu, châu Phi và các loài của châu Mỹ.